# Julius Sumner Miller
Julius Sumner Miller (Billerica, 17 maggio 1909 – Torrance, 14 aprile 1987) è stato un fisico e personaggio televisivo statunitense.

## Vita privata
Julius Sumner Miller è nato a Billerica, nel Massachusetts. Suo padre era lettone e sua madre, lituana, parlava 12 lingue.  
Miller si è laureato con un master in fisica presso la Boston University nel 1933. A causa della Grande Depressione, lui e sua moglie Alice (nata Brown) lavorarono come maggiordomo e cameriera per un ricco medico di Boston per i due anni successivi. Non avevano figli, ma comunque raggiungeva già, coi suoi programmi, milioni di bambini attraverso i suoi popolari programmi scientifici.
Dopo aver presentato oltre 700 domande di lavoro, nel 1937 gli fu offerto un posto nel dipartimento di fisica della Dillard University, un college privato di arti liberali afroamericano a New Orleans . Durante la seconda guerra mondiale ha lavorato come fisico civile per l' US Army Signal Corps. È stato membro della Fondazione Ford presso l'Università della California, a Los Angeles.

## Televisione
Nel 1959, Miller iniziò a ospitare il suo programma educativo, Why Is It So?, su KNXT Channel 2 a Los Angeles . Dal 1962 al 1964, è stato il "Professor Wonderful" della Disney. Nello stesso periodo, è apparso regolarmente, eseguendo esperimenti di fisica, nel programma televisivo a tarda notte di Steve Allen a Hollywood. I suoi programmi TV erano molto seguiti anche all'estero, come in Australia, Canada, Norvegia e Nuova Zelanda. 
La prima apparizione televisiva di Miller in Australia fu nel 1963. In una dimostrazione di fisica improvvisata, ha tentato di guidare una cannuccia attraverso una patata cruda. Una cannuccia di carta normalmente non ha una forza sufficiente ma se si pizzica l'estremità, l'aria intrappolata funge da pistone, perforando facilmente la patata. Per la prima volta nella sua carriera non è riuscito a farlo funzionare, ed ha esclamato ad alta voce "Le cannucce australiane non valgono un accidente!" . La mattina successiva, Miller è arrivato al suo laboratorio dell'Università di Sydney e ha trovato un milione di cannucce sul pavimento con un telegramma che diceva "Tra queste ci potrebbe essere quella adatta alle tue esigenze!". In seguito ha dichiarato: "Mi sono seduto tra le cannucce che mi rimanevano conficcate nei capelli e nelle orecchie. Ad ogni modo avevo commesso un errore. Avrei dovuto dire: "Le patate australiane non valgono un accidente", e avrei fatto collassare il mercato delle patate! " 

Poco dopo, gli è stato offerto un lavoro come presentatore scientifico per la televisione australiana ABC. A causa di vincoli di budget l'offerta è stata ritirata, ma è stato raggiunto un accordo per Miller per ospitare la sua serie TV basata sulla scienza che è stata girata all'Università di Sydney dove insegnava. Perché è così? (il titolo del programma, che sarebbe diventato anche la sua frase d'archivio), fu trasmesso dal 1963 al 1986 e divenne un successo immediato noto per i suoi "fantastici esperimenti, un modo di fare interessante e dei capelli fantastici". Il programma degli anni '60 divenne Demonstrations in Physics (chiamato anche Science Demonstrations quando andò in onda sulla televisione americana PBS). Introdusse ogni episodio con la celebre frase:
Come state, signore e signori, ragazzi e ragazze [a volte aggiungendone altri come: e insegnanti, e padri, e madri e persone ].Sono Julius Sumner Miller, e la fisica è il mio lavoro [dopodiché spesso presenta l'argomento di ogni lezione dopo la frase caratteristica: e oggi parleremo di. . . ]
La popolarità di Miller in onda era dovuta a un entusiasmo normalmente non associato alla scienza tradizionale. Gli spettacoli sarebbero stati generosamente cosparsi di frasi come "Chi non è agitato dalla bellezza è già morto!" e gli piaceva anche ingannare il pubblico. Uno stratagemma comune sarebbe quello di sollevare un bicchiere vuoto e chiedere agli ospiti di confermare che era vuoto...per poi rimproverarli per non aver notato che era pieno d'aria. Prima di ogni dimostrazione chiedeva solitamente un'alzata di mano per indicare quale dei diversi risultati si aspettavano. Spesso poi aggiungeva "mani in alto a chi non importa".

## Morte
Nel febbraio 1987, Miller si ammalò durante una visita in Australia e tornò negli Stati Uniti dove gli fu diagnosticata la leucemia . Miller poi morì sei settimane dopo, il 14 aprile 1987, a Torrance, in California.